# Luis Beltrán
Luis Beltrán (San Juan, 7 de septiembre de 1784 - Buenos Aires, 8 de diciembre de 1827) fue un militar y fraile franciscano argentino, de brillante actuación como fabricante y organizador de la artillería del Ejército de los Andes.

## Biografía
El apellido de su familia, de remoto origen francés, era Bertrand. Su ciudad de origen ha dado lugar a controversias: en su testamento ―dictado al ingresar a la orden franciscana a los 16 años de edad― aseguró ser «natural de la ciudad de San Juan», pero como vivió su infancia en Mendoza, tradicionalmente se lo supuso originario de esa ciudad.
Estudió en Buenos Aires y Córdoba, y se ordenó sacerdote en 1805 en Santiago de Chile.
Se hallaba en la capital chilena ―en manos todavía de los españoles― cuando estalló la revolución independentista (1810), a la que apoyó enérgicamente. Fue capellán del director supremo del Estado, José Miguel Carrera y trabajó en la maestranza del ejército con el grado militar de teniente. Estudió química, matemática y mecánica, ciencias que llegó a dominar ampliamente.
Después de la derrota de Rancagua regresó a Mendoza, donde el general José de San Martín lo hizo jefe del parque de artillería del Ejército de los Andes. Colaboró con José Antonio Álvarez Condarco en la fábrica de pólvora y lo suplantó desde que aquel llevara a cabo una misión de espionaje en Chile.
Bajo su dirección se fabricaron todo tipo de armas, municiones, pólvora, herrajes y uniformes. A sus órdenes llegaron a trabajar hasta 700 hombres. En 1811, en Chile, creó lo que en la actualidad son las FAMAE (Fábricas y Maestranzas del Ejército de Chile). En 1816 abandonó los hábitos, y al año siguiente (1817) participó en la campaña a Chile. Diseñó equipos especiales para transportar cañones a lomo de mula, aparejos de su invención para subir las laderas más escarpadas, y puentes colgantes transportables para hombres y mulas.
En la campaña del Ejército Libertador, partió el 19 de enero de 1817, al mando de la maestranza y del parque que portaba los pertrechos de guerra. Ascendió por la Quebrada del Toro y se dirigió hacia Uspallata (Mendoza), a través de Paramillos de Uspallata, para reunirse con la columna principal del general Juan Gregorio de Las Heras.
Combatió en la batalla de Chacabuco y en la sorpresa de Cancha Rayada. Después de esta batalla, cuando San Martín intentaba levantar el ánimo de los militares vencidos, Beltrán los convenció de que tenía municiones de sobra. Era falso, pero en pocos días logró fabricar varias decenas de miles de municiones, con las que San Martín logró la victoria en la batalla de Maipú, que fue definitiva para la expulsión de los españoles de Chile.
Continuó el equipamiento del Ejército de los Andes, esta vez para la Campaña del Perú, en sus talleres en Valparaíso (en la costa del Pacífico). En 1821 instaló una nueva maestranza en Lima (Perú), y proveyó de armas a varias expediciones marítimas y terrestres.
Cuando los españoles recuperaron el puerto de El Callao, Beltrán trasladó sus talleres a Trujillo (Perú). Permaneció en su puesto hasta 1824, cuando fue reemplazado por los oficiales de Simón Bolívar. A órdenes del general Antonio José de Sucre participó de la victoria definitiva de la causa americana, la batalla de Ayacucho.
En una ocasión, en 1825, le hizo ciertas observaciones a Simón Bolívar acerca de los pertrechos y este reaccionó desaprobándolo con altanería en público. Debido a este desaire, Luis Beltrán intentó suicidarse asfixiándose, y aunque lograron salvarlo perdió la razón y estuvo enajenado por varios meses.
Restablecido, viajó a Buenos Aires donde se incorporó a la maestranza del ejército que marchó a la Guerra del Brasil, pero pronto debió regresar a la ciudad, donde falleció el 8 de diciembre de 1827. A pesar de que llevaba once años de haber dejado de ser religioso, fue sepultado como franciscano, con el hábito de su orden.